# Scrooge (1970)
Scrooge ist ein Filmmusical aus dem Jahr 1970, das nach der Erzählung A Christmas Carol von Charles Dickens entstand.

## Handlung
Ebenezer Scrooge ist ein reicher, vom Geiz zerfressener Unternehmer, dem das Wohl seiner Mitmenschen nicht am Herzen liegt. Zu Weihnachten erscheinen ihm nach und nach verschiedene Geister, welche ihm aufzeigen, was sein Handeln für Folgen hat. Scrooge beginnt zu bereuen, wie er bisher gelebt hat. Am Weihnachtsmorgen ändert er sein Leben und verhält sich nunmehr großzügig gegenüber seinen Mitmenschen.

## Hintergrund
Der Spielfilm war 1971 für mehrere Filmpreise nominiert, so auch für vier Oscars, nämlich für das Beste Kostümdesign, das Beste Szenenbild, die Beste Filmmusik sowie den Besten Song. Bei der Oscarverleihung 1971 errang der Film jedoch letztlich keinen der Oscars. Albert Finney erhielt jedoch im besagten Filmjahr für seine Darstellung des Ebenezer Scrooge den Golden Globe Award als bester Schauspieler. Für die British Academy Film Awards 1971 war der Film zudem für das Beste Szenenbild nominiert. Eine deutsche DVD mit dem Film erschien 2011.

### Synchronisation
Die deutsche Synchronfassung entstand 2011 bei der Atelier Musik und Synchron GmbH, Hannover.
| Rolle                             | Darsteller     | Synchronsprecher  |
| --------------------------------- | -------------- | ----------------- |
| Ebenezer Scrooge                  | Albert Finney  | Kai Henrik Möller |
| Bob Cratchit                      | David Collings | Lutz Harder       |
| Ethel Cratchit                    | Frances Cuka   | Sabine Ehlers     |
| Harry, der Neffe von Scrooge      | Michael Medwin | Arndt Schmöle     |
| Tom Jenkins                       | Anton Rodgers  | Arndt Schmöle     |
| Jacob Marleys Geist               | Alec Guinness  | Mark Eichenseher  |
| Geist der gegenwärtigen Weihnacht | Kenneth More   | Mark Eichenseher  |